# Рехатсе
Ре́хатсе, ранее также Ре́хатце (эст. Rehatse) — деревня на севере Эстонии волости Куусалу, уезд Харьюмаа. 

## География и описание
Расположена в 29 километрах к востоку от Таллина. Высота над уровнем моря — 64 метра. 
Деревню окружает торфяное болото Рехатсе. На территории деревни находится один из карьеров горнодобывающего предприятия «Eesti Maavarade Grupp» (карьер Kuusalu III/IV), где добывается песок.
Климат умеренный. Официальный язык — эстонский. Почтовый индекс — 74624.

## Население
В данных переписи населения 2021 года число жителей Рехатсе не указано, что связано с принципом конфиденциальности информации.
По данным переписи населения 2011 года в деревне насчитывалось 3 жителя, все — эстонцы.
Численность населения деревни Рехатсе:
| Год  | 1959 | 1970 | 2000 | 2011 | 2021 |
| ---- | ---- | ---- | ---- | ---- | ---- |
| Чел. | 32   | ↘ 14 | ↘ 4  | ↘ 3  | ..   |

## История
В письменных источниках 1517 года упоминаются Reotse, Redtste, 1586 года — Retze, 1798 года — Rehhats, 1844 года — Rehhatse.
В 1977–1997 годах Рехатсе была частью деревни Козу.